# 卡爾·克勞斯

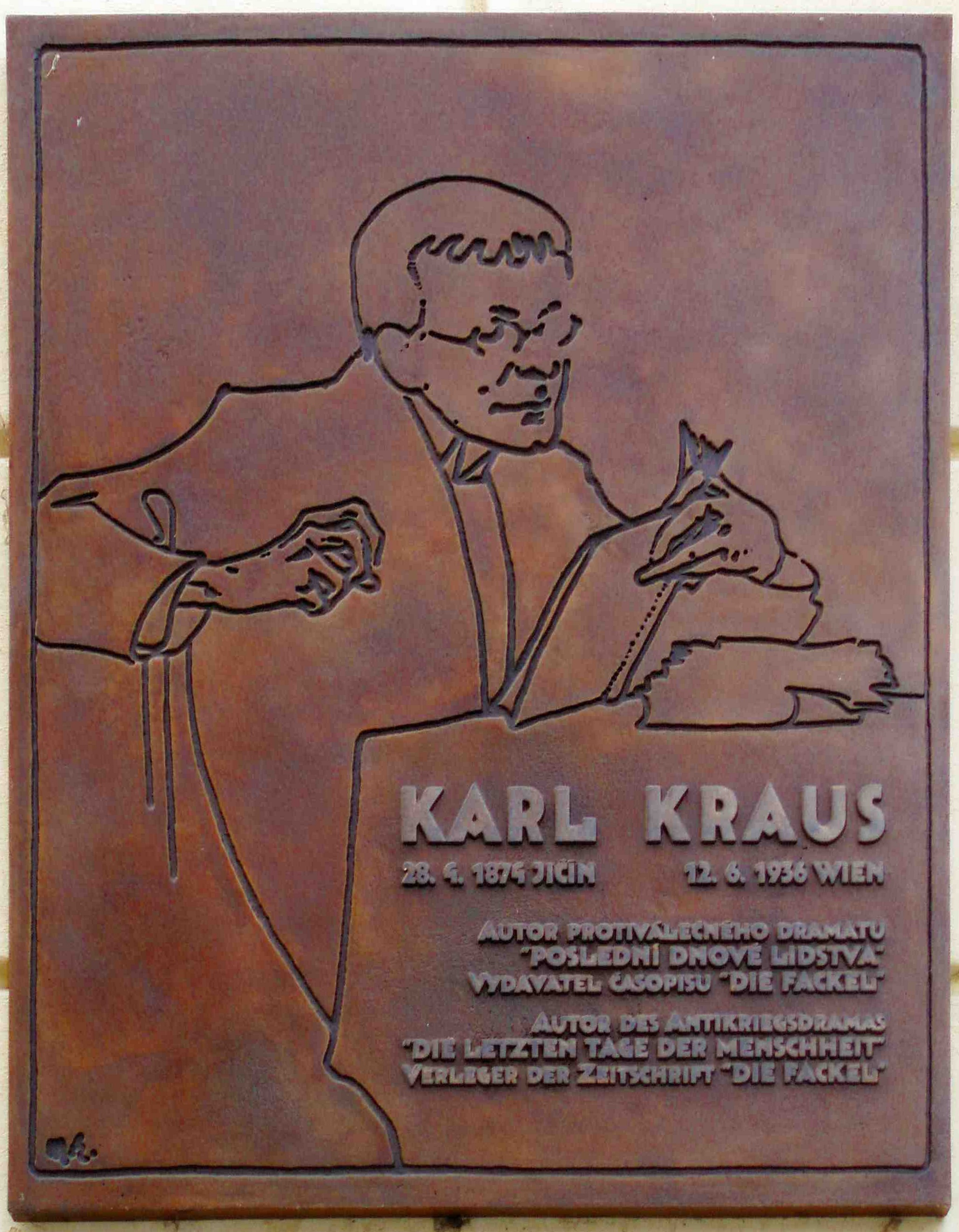
卡爾·克勞斯

卡爾·克勞斯(Karl Kraus 1874年4月28日—1936年6月12日)是二十世紀早期奧地利作家之一。出生於奧匈帝國基欽，他是記者、諷刺作家、詩人、劇作家、格言作家、語言與文化評論家，並且提拔了許多年輕的作家。死於奧地利維也納。